# مستقبل شمي

مستقبل شمي، يتم أستقبال المؤثرات الكيميائية بوساطة عضوي الشم في سقف التجويف الأنفي والموجودين على جانبي الحاجز الأنفي للقناة الأنفية.

## خلايا أعضاء الشم
- طبقة الخلايا الطلائية - الشمية (Olfactory epithelium) : تحتوي على خلايا الاستقبال الشمي (الخلايا الشمية)، وخلايا طلائية داعمة، إضافة إلى خلايا مولدة تقوم بتعويض المستقبلات الشمية عند تلفها، ويتفرع من الخلايا الشمية أهداب داخل الطبقة المخاطية والتي تعمل على زيادة مساحة السطح القادرة على الإحساس بالمواد الكيميائية.
- طبقة رقيقة أعلى الطبقة الطلائية (Lamina propria) : تتكون من نسيج ضام رخو، تحتوي أوعية دموية، وعصبونات تشكل العصب الشمي، وغددا شمية تفرز المخاط. == خلايا الاستقبال الشمي (Oflactory cells) ==

عصبونات متحورة بشكل خاص للقيام بوظيفة الاستقبال الشمي. زيظهر الجزء البارز من هذة الخلايا على شكل عقد على سطح الخلايا الطلائية، وتتشابك الخلايا الشمية مع ألياف عصبية شمية تشكل العصب الشمي.
عند مرور الهواء داخل القناة الأنفية يدور بشكل لولبي، مما يؤدي إلى وصول المركبات المحمولة به إلى أعضاء الشم، فعند وصول المواد الكيميائية إلى سطح خلايا الاستقبال الشمي فلا بد لها أن تذوب في المادة المخاطية حتى تتمكن من التأثير على المستقبلات البروتينية في غشائها الخلوي، مما يؤدي إلى ازالة الاستقطاب فيها، فينتج عن ذلك جهد فعل يمر في الغشاء الخلوي، ومن ثم يمر إلى الخلايا العصبية المرتبطة بالمستقبلات الشمية، ومنها إلى مركز الشم في المخ عبر العصب الشمي، ويعمل المخ على تفسيرها وتتم الاستجابة لها.
وتعد المستقبلات الشمية ذات حساسية عالية جدا، حيث أن أربعة جزيئات فقط من المواد الكيميائية ذات الرائحة قادرة على تحفيز أحد المستقبلات، ولكن ذلك لا يكفي لإدراك الإحساس برائحة مادة معينة، ويتم فقدان الإحساس برائحة معينة بعد فترة من شمها بسبب حدوث تكيف سريع في المركز الشمي للرائحة دون المساس بقدرة المستقبلات على الإحساس بمواد أخرى.
للمستقبلات الشمية القدرة على التمييز بين مواد كيميائية مختلفة تترواح بين 2000 إلى 4000 مادة وويتم ذلك نتيجة لوجود مجموعات مختلفة من المستقبلات البروتينية ذات حساسية مختلفة للمواد. كما أن القدرة على التمييز والإحساس بالمواد الكيميائية يعتمد بشكل كبير على نوع المادة الكيميائية نفسها، فهناك مواد مثلا تستطيع المستقبلات الشمية الإحساس بها بتركيز منخفض جدا كما هو الحال مع مركب بيتاميركبتان الذي يضاف إلى الغاز المنزلي لاعطائة الرائحة المميزة، وبالتالي الإحساس بسهولة.